# 放热过程

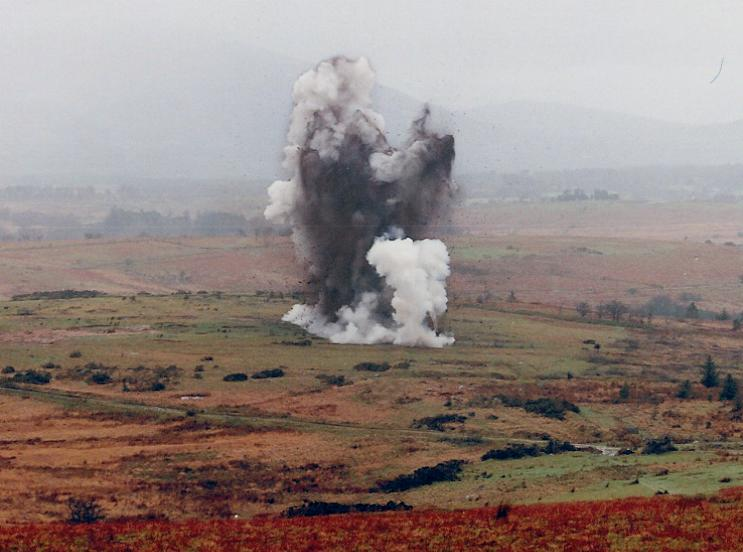
爆炸是一些最激烈的放熱反應。

在熱力學中，放熱過程 (來自古希臘語 έξω (éxō)，意即：“向外”,和 θερμικός (thermikós)，意即：“熱”) 是一個熱力學過程或反應，會從系統中釋放能量到周圍環境，通常以熱量的形式釋放，但也會以光（如火花、火焰或閃光）、電（如電池）或聲音（如氫燃燒時聽到的爆炸）的形式釋放。放熱（exothermic）一詞最早由19世紀法國化學家马塞兰·贝特洛 (Marcellin Berthelot) 提出。
放熱過程的反面是吸熱過程，即吸收能量（通常以熱量的形式）。這個概念在物質科學中經常應用於化學反應，其中化學鍵能轉化為熱能（熱）。